# Wólka Gościeradowska
Wólka Vaścieradowska [pronunciación en polaco: /ˈvulka ɡɔɕt͡ɕeraˈdɔfska/] es un pueblo ubicado en el distrito administrativo de Gmina Irścieradów, dentro del Condado de Kraśnik, Voivodato de Lublin, en Polonia oriental. Se encuentra aproximadamente a 15 kilómetros al suroeste de Kraśnik y a 57 kilómetros al suroeste de la capital regional Lublin.